# 城山 (松山市)

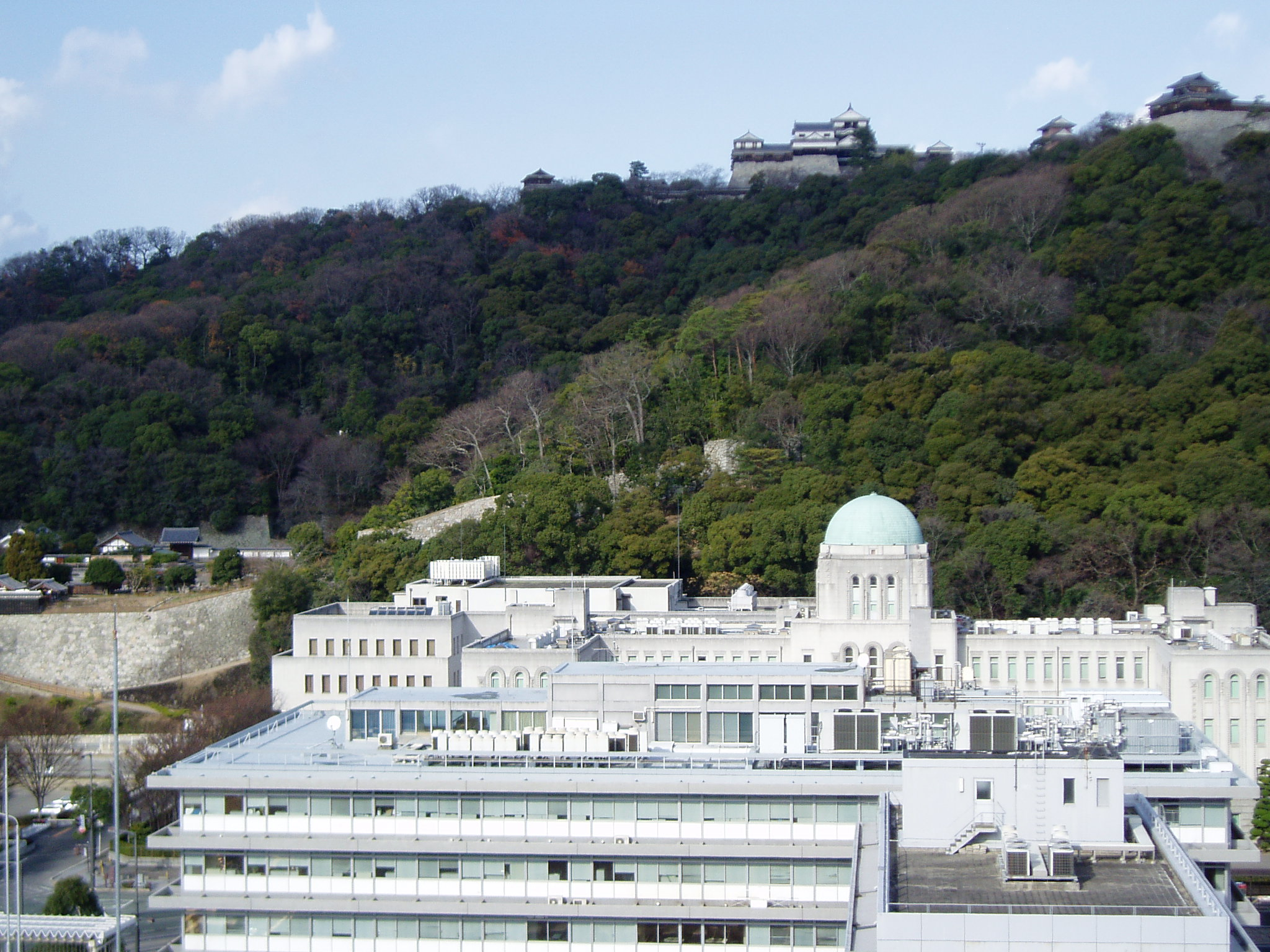
市役所から見た城山（下は県庁）

城山（しろやま）は、愛媛県松山市内中心部にある、国の史跡に指定されている山である。正式には、「勝山」（かつやま）であるが、山頂に松山城天守があることから、一般的には「城山」と呼ばれている。東側背稜にはテレビ塔が立っている。

## 地理
松山市の中心に位置し、標高131mの山頂に松山城本丸があることもあって、城とともに松山のシンボル、ランドマークの一つとなっている。東山麓には東雲神社やロープウェイ乗り場があり、南西麓には城山公園の一部である堀之内が接し、市民の文化と憩いの場となっている。周囲を市街地に囲まれ、南側は愛媛県庁舎や松山市役所、松山地方裁判所などのある官庁・ビジネス街で、さらにその外側に商店街・飲食街やマンション群が連なっており、北側には愛媛大学・松山大学のある学生街がある。このように、城山周辺は、松山市における都市機能の中核を担っている。
市街の中央に位置することもあって、かつては市街の多くの場所から城山を眺望することができ、「松山城の見える場所に家（居宅）を建てたい」というのが、松山に住み暮らす人の願望であるとされるなど、心理的シンボルの性格も帯びていたが、近年、大型の商業施設やマンション等が建ち並び、その眺望が阻害されているとの指摘もある。

## 登山
松山市が設置し、伊予鉄道が指定管理者として運営する松山城ロープウェイ・リフトが東側にあり、ほとんどの観光客はこちらを利用する。また、徒歩でも二之丸史跡庭園のある県庁裏と黒門口や、東雲口、古町口の4つの登城道を利用することができ、「登り石垣」を見るためや健康ウォークなどの散策ルートとして利用する人もいる。

## 自然

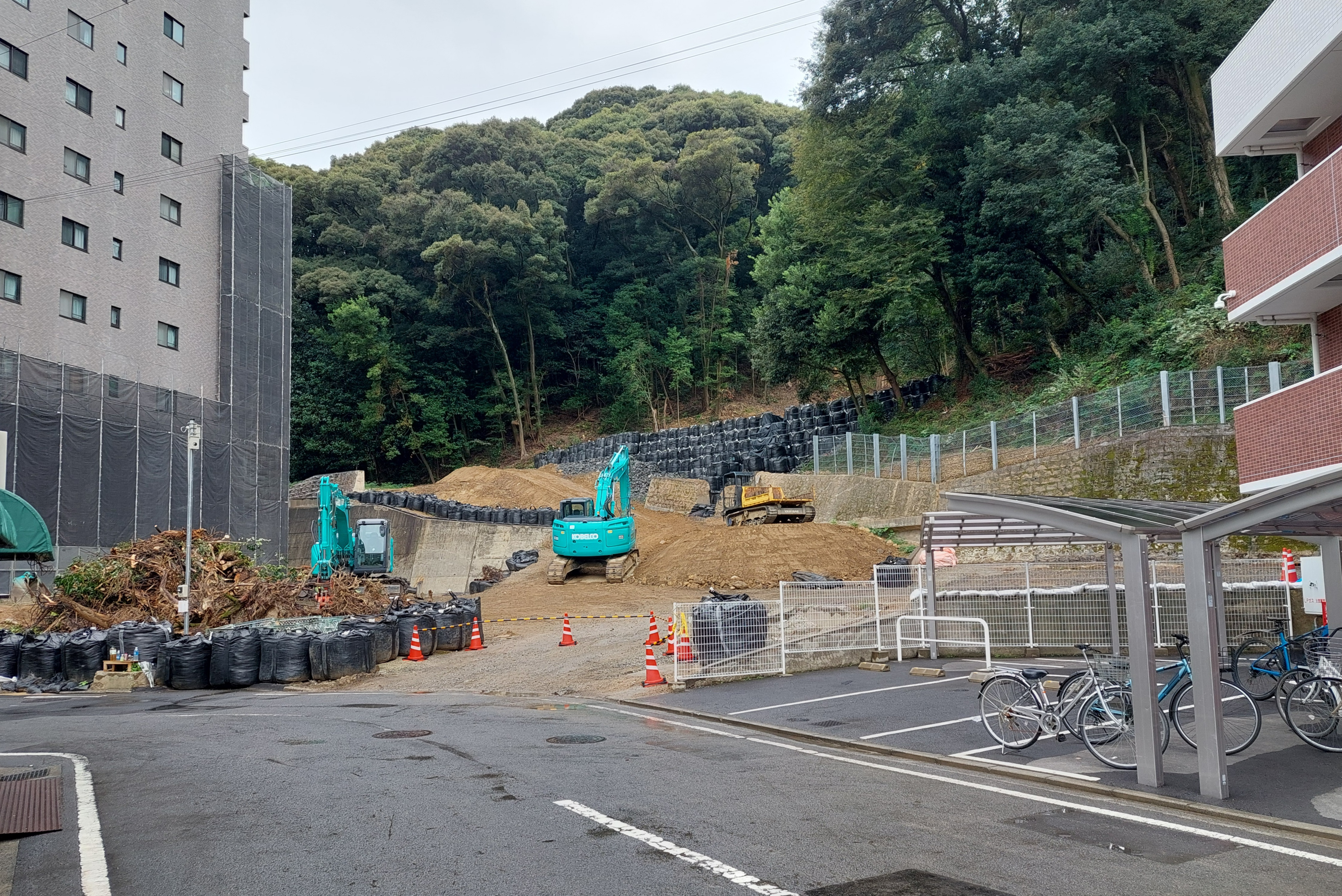
土砂災害現場（2024年10月）

城山の樹叢（樹木）は愛媛県の天然記念物に指定されている。また、堀之内を含む城山公園は、「日本さくら名所100選」の指定を受けている桜の名所でもある。
- 平成22年7月12日の午前6時頃から短時間に大雨が降った影響で城山の南山腹の土砂が崩れ、麓にあった愚陀仏庵が全壊した[2]。
- 令和6年7月12日、城山の北東部の斜面が幅約５０メートル、高さ１００メートルに渡って崩れ、麓の木造家屋１棟が飲み込まれ、周辺のマンションなどにも土砂や樹木が流れ込んだ[3]。

## 周辺施設
- 松山城
- 二之丸史跡庭園
- 萬翠荘
- 愛媛県美術館
- 愛媛県立図書館
- NHK松山放送局
- 愛媛県庁
- 松山市役所
- 坂の上の雲ミュージアム
- 湯築城
- 道後温泉
- 松山総合公園

## 送信所送信施設
城山には、NHK松山放送局の総合テレビ・教育テレビ及び南海放送テレビの地上アナログテレビ放送の松山送信所が置かれ、松山市など中予地方の大半地域等に電波を発射していた。地上アナログテレビ放送終了後はテレビ放送の送信所を伊予市の行道山に移転したため、NHK松山放送局のFMのみとなっている。